# Holthuisana beauforti
Holthuisana beauforti is een krabbensoort uit de familie van de Gecarcinucidae. De wetenschappelijke naam van de soort is voor het eerst geldig gepubliceerd in 1911 door Roux.